# Contagem com dedos
Contagem com dedos, ou dactilonomia, é o ato de contar, computar com os dedos.  Embora marginalizados nas sociedades modernas pelo uso de algarismos indo-arábicos, sistemas diferentes floresciam anteriormente em muitas culturas, incluindo métodos de educação muito mais sofisticados do que a contagem de dedos um por um ensinada hoje em dia na educação pré-escolar.
A contagem de dedos também pode servir como uma forma de comunicação manual, particularmente nas negociações de ações por “open outcry” nas bolsas de valores e também em jogos como morra.
A contagem de dedos varia entre as culturas e ao longo do tempo, sendo é estudada pela etnomatemática. Diferenças culturais na contagem são algumas vezes usadas como xibolete, particularmente para distinguir nacionalidades no tempo de guerra. Isso forma uma trama no filme 'Bastardos Inglórios', de Quentin Tarantino, e no livro “Pi in the Sky”, de John D. Barrow.
Uma pessoa indicando um numeral para outro irá levantar os dedos para sinalizar o número específico. Por exemplo, pessoas da América do Norte e do Reino Unido vão levantar os dedos direitos- indicador, médio, anular - verticalmente para sinalizar o número 3.
Para os europeus continentais, o dedo polegar representa o primeiro dígito a ser contado (número 1), ao contrário do dedo indicador, correto no mundo de fala inglesa. O dedo indicador é o número 2 até o dedo mínimo como o número 5. Os dedos geralmente são estendidos durante a contagem, começando no polegar e terminando no mínimo. Por exemplo, os europeus usariam seus dedos polegar, indicador e médio para expressar o número 3, enquanto falantes de língua inglesa usariam seus dedos indicador, médio, e anelar.
Os sistemas de contagem de dedos em uso em muitas regiões da Ásia permitem a contagem até 12 usando uma única mão. O polegar atua como um ponteiro tocando as três falanges de cada um dos outros dedos, começando com o osso mais externo do dedo mínimo. Uma mão é usada para contar números até 12. A outra mão é usada para exibir o número de base-12 concluída. Isso continua até que doze dúzias sejam atingidas, portanto, até 144 é contado.
Gestos chineses de numeração contam até 10 mas podem exibir algumas diferenças regionais.
No Japão, contar para si próprio começa com a palma da mão aberta. Como nos países eslavos orientais, o polegar representa o número 1; o dedo mínimo é o número 5. Os dígitos são dobrados para dentro enquanto se conta, começando com o polegar. Uma palma fechada indica o número 5. Ao inverter a ação, o número 6 é indicado por um polegar estendido. Um retorno a uma palma aberta sinaliza o número 10. No entanto, para indicar numerais para outros, a mão é usada da mesma maneira que um falante de inglês. O dedo indicador se torna o número 1; o polegar agora representa o número 5. Para números acima de cinco, o número apropriado de dedos da outra mão é colocado contra a palma da mão. Por exemplo, o número 7 é representado pelo índice e o dedo médio pressionados contra a palma da mão aberta. O número 10 é exibido ao apresentar as duas mãos abertas com as palmas das mãos para fora.

## História
Sistemas complexos de dactilonometria foram usados no mundo antigo. O autor greco-romano Plutarco, em suas vidas, menciona a contagem de dedos como sendo usada na Pérsia nos primeiros séculos dC, de modo que a origem do sistema pode estar no Irã. A prática foi mais tarde usada amplamente em terras islâmicas medievais. A referência mais antiga a esse método de usar as mãos para se referir aos números naturais pode ter sido em algumas tradições proféticas que remontam aos primórdios do Islã, há mais de quatorze séculos. Em uma tradição relatada por Yusayra, o Profeta Muhammad (Maomé) ordenou que suas companheiras expressassem louvores a Deus e contassem usando seus dedos. (=واعقدن بالأنامل )( سنن الترمذي).
Em árabe, dactilonomia é conhecida como "contagem de números por dobrar o dedo" (=حساب العقود ). A prática era bem conhecida no mundo de língua árabe e era bastante comumente usada como evidenciado pelas numerosas referências a ela na literatura árabe clássica. Poetas poderiam aludir a um avarento, dizendo que sua mão fez "noventa e três", ou seja, um punho fechado, o sinal da avareza. Quando um velho foi perguntado quantos anos tinha, ele poderia responder mostrando um punho fechado, significando 93. O gesto para 50 foi usado por alguns poetas (por exemplo, Ibn Al-Moutaz) para descrever o bico do açor.
Alguns dos gestos usados para se referir a números eram até conhecidos em árabe por termos técnicos especiais como Kas '(= القصع) para o gesto significando 29, Dabth (= الـضَـبْـث) para 63 e Daff (= الـضَـفّ) para 99 (فقه اللغة ).
O polímata Al-Jahiz aconselhou os mestres da escola em seu livro Al-Bayan (البيان والتبيين) a ensinar a contagem de dedos, que ele colocou entre os cinco métodos de expressão humana. Da mesma forma, Al-Suli, em seu Manual para Secretários, escreveu que os escribas preferiam a dactilonomia a qualquer outro sistema porque não exigia nem materiais nem um instrumento, além de um dos membros. Além disso, assegurava o sigilo e, portanto, estava de acordo com a dignidade da profissão do escriba. Livros que tratam da dactilonomia, como um tratado do matemático Abu'l-Wafa al-Buzajani, deram regras para realizar operações complexas, incluindo a determinação aproximada de raízes quadradas. Vários poemas pedagógicos tratavam exclusivamente de contagem de dedos, alguns dos quais foram traduzidos para as línguas europeias, incluindo um pequeno poema de Shamsuddeen Al-Mawsili (traduzido para o francês por Aristide Marre) e um por Abul-Hasan Al-Maghribi (traduzido em alemão por Julius Ruska).
Uma forma muito semelhante é apresentada pelo monge e historiador inglês Bede no primeiro capítulo de seu “De temporum ratione (725)”, intitulado “Tractatus de computo, vel loquela per gestum digitorum." o que permitiu contar até 9.999 em duas mãos, embora aparentemente fosse pouco usado para números de 100 ou mais. Este sistema permaneceu em uso durante a Idade Média europeia, sendo apresentado em forma ligeiramente modificada por Luca Pacioli em sua seminal [Summa de arithmetica (1494).